# Nauplie
Nauplie (en grec moderne : Ναύπλιο / Náfplio ou Anápli) est une ville grecque du Péloponnèse.
Capitale de l’Argolide, siège d’un évêché, située en bord de mer, c'est une cité historique et touristique qui compte 14 203 habitants (2011). Le dème des Naupliens, créé dans le cadre du programme Kallikratis (2010), est constitué des districts d'Asini, Nauplie, Nouvelle-Tirynthe et Midéa.
La ville est installée sur le versant nord de la presqu'île d’Acronauplie (Iç-Kale à l'époque ottomane, 85 m) et elle est dominée par le rocher Palamède (Palamidi, 286 m), qui domine la plaine de l'Argolide et de Lerne.

## Dénominations
À partir du Moyen Âge, la ville est généralement appelée par les occidentaux « Naples », ou « Naples de Romanie » (en italien Napoli di Romania) pour la différencier de la ville d'Italie. « Romanie » est alors le nom de l'État que l'on appelle « byzantin » depuis 1557. En grec on trouve parfois la variante Ανάπλι (Anápli), ou la forme puriste Ναύπλιον (Nafplion ou Navplion). Le nom turc, Mora Yenişehri (Villeneuve-de-Morée), est une traduction du nom Napoli (étymologiquement « ville neuve » : Néapolis, en grec Νεάπολη).

## Géographie

### Population

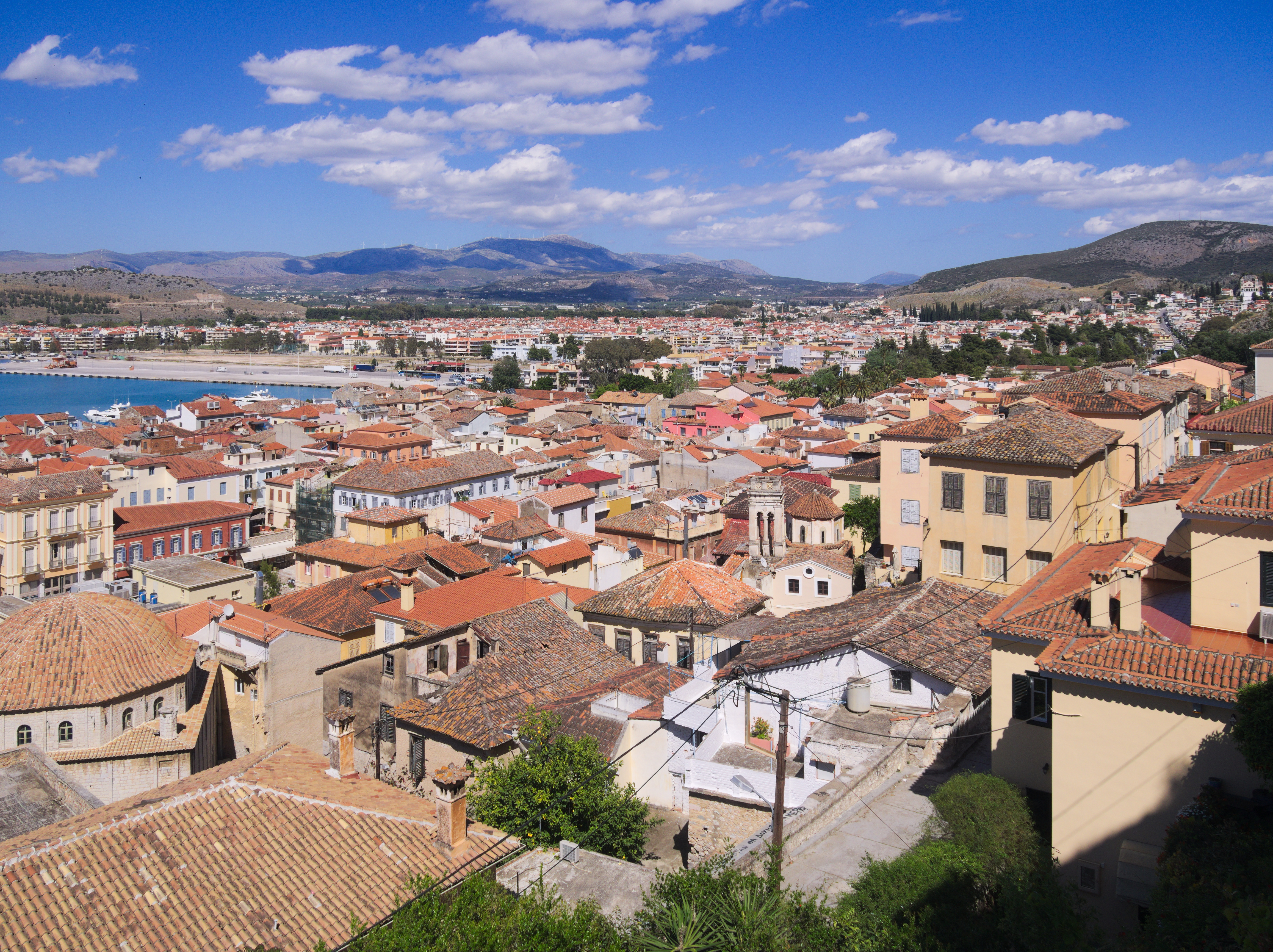
Nauplie vue depuis l'Acronauplie

| Année | Habitants |
| ----- | --------- |
| 1897  | 5 450     |
| 1911  | 5 404     |
| 1981  | 10 611    |
| 1991  | 11 897    |
| 2001  | 13 822    |
| 2011  | 14 203    |

### Exportations
Nauplie est le débouché maritime de l'Argolide. Elle exporte surtout du tabac, des raisins secs et du coton.

## Histoire

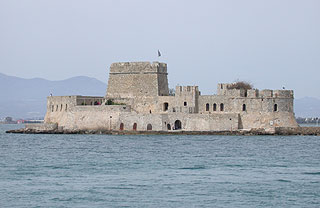
La forteresse Bourdzi ou Bourtzi.

En 1032, Nauplie est le lieu d'une importante victoire navale, toujours commémorée de nos jours, de l'amiral byzantin Nikephoros Karantinos sur une flotte arabe.
Nauplie participe à la guerre d'indépendance grecque dès 1821 et a même été la seconde capitale de l'État grec libre (1828-1834), après Égine.

### Mythologie
Nauplios, fils de Poséidon et d’Amymone et parfois confondu avec Nauplios fils de Clytonée (roi d’Eubée qui participa à l’expédition des Argonautes), est considéré comme le fondateur légendaire de Nauplie, à qui il aurait donné son nom. Son fils Palamède était considéré comme le père des inventeurs : son nom a été donné à la forteresse dominant la ville. Nauplios a également donné son nom, au XIXe siècle, à un stade larvaire planctonique des crustacés.

### Préhistoire
Des restes datant du paléolithique ont été découverts sur la colline d'Akronauplie. Une grotte avec une occupation néolithique se trouve à proximité de la ville.

### Antiquité
L'histoire de Nauplie avant la fin du VIIIe siècle av. J.-C. nous est fort peu connue. 
À l'époque archaïque, Nauplie appartenait à la ligue maritime de Calaurie qui regroupait, outre Nauplie, Calaurie, Athènes, les Myniens, Orchomène, Trézène, Hermione, Égine et Prasiae. On pense que cette ligue aurait été une coalition des différents royaumes mycéniens du pourtour du golfe Saronique destinée à réduire la piraterie dans leurs eaux. Depuis lors, la ville est dominée par deux forteresses : Acronauplie et Palamède, qui ont été largement remaniées entre-temps, entre autres par les ingénieurs français Lasalle et Levasseur au XVIIe siècle.
À partir de 628 avant notre ère, Nauplie fut soumise à la domination d'Argos, puis à celle des Spartiates et, en 233 av. J.-C., elle rejoint la Ligue achéenne qui dure jusqu'en 146 av. J.-C.
La ville aurait été déserte du temps de Strabon et du temps de Pausanias. Par la suite, la région de Nauplie appartient longuement aux Romains devenus « byzantins ».

### Moyen Âge et occupation turque

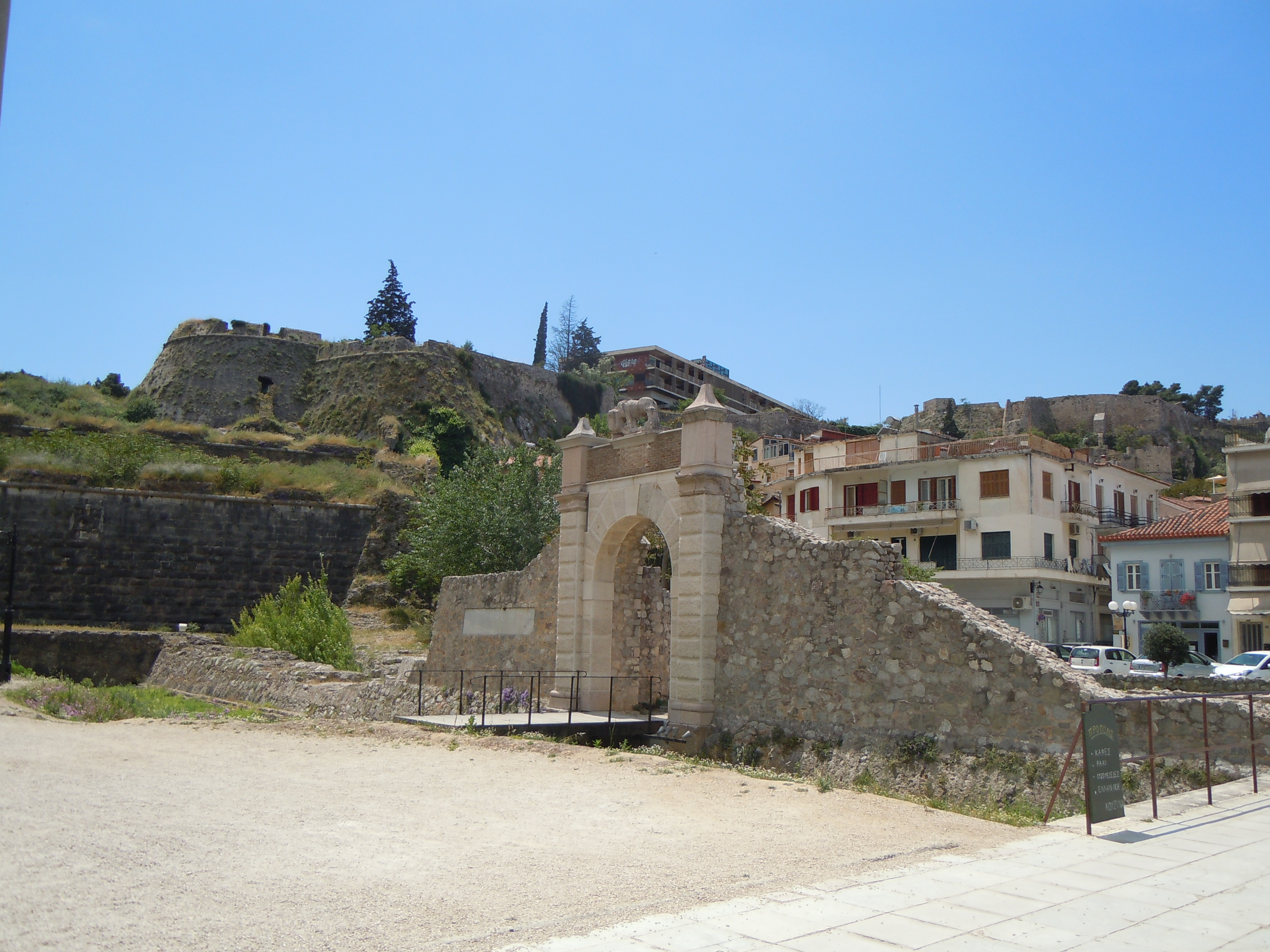
Porte principale reconstruite à la fin du XXe siècle. Le lion de Saint-Marc vénitien la surmonte.

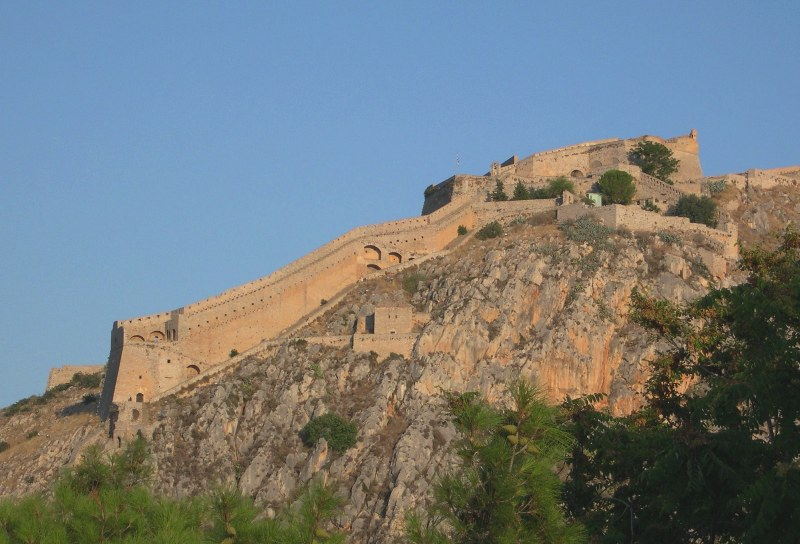
Vue du fort Palamède depuis la ville.

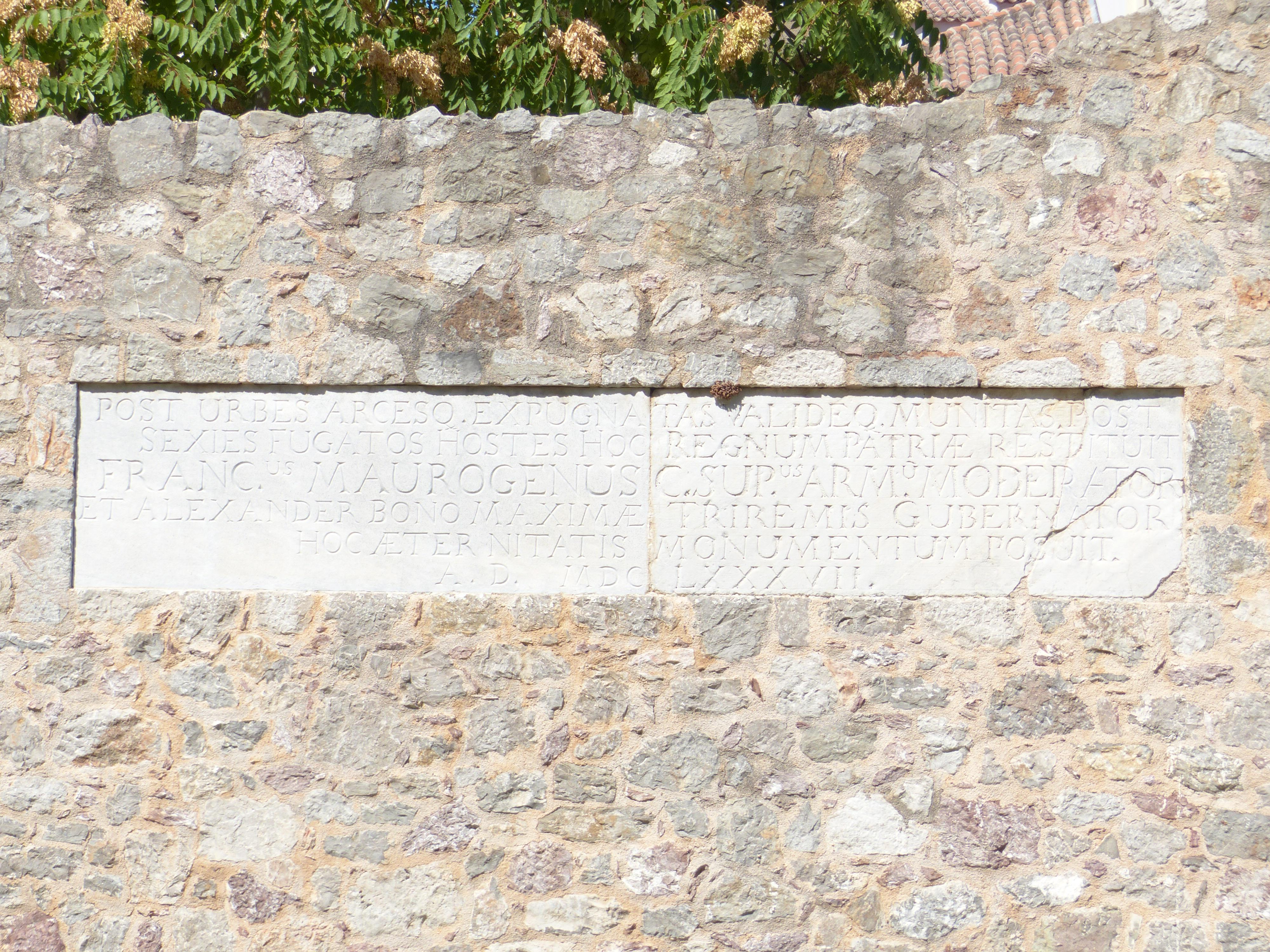
Inscription en latin de 1687 sur la porte principale, mentionnant F. Morosini.

En 1032, l'amiral byzantin Nicéphore Carantino en est nommé gouverneur et repousse une flotte arabe. La ville est alors fortifiée et devient un important centre commercial et administratif. Au XIIe siècle, l'Empire Byzantin renforce la forteresse d'Acronauplie et y installe une garnison.
À l'aube du XIIIe siècle, Nauplie, alors repeuplée et port du thème du Péloponnèse (province civile et militaire de l'Empire byzantin) est gouvernée par de l'archonte local Léon Sgouros. À partir de la quatrième croisade, Nauplie appartient aux « Francs », plus précisément elle fut prise en 1211 par Geoffroi Ier de Villehardouin soutenu par les Vénitiens. La cité fut remise à Othon de La Roche, duc d’Athènes, et intégrée à la seigneurie d'Argos.
Marie d'Enghien, épouse du Vénitien Pietro Cornaro, vendit ses droits sur la ville en 1388 à la république de Venise. Nauplie connut alors un nouvel essor, devenant une étape essentielle de la route commerciale de Venise vers l'Orient. Elle fut renforcée face à la menace ottomane : de cette période date la forteresse Bourdzi, de style vénitien, qui garde l'entrée du port.
En novembre 1540, selon les termes du traité concluant la troisième guerre vénéto-ottomane, Venise dut céder Nauplie à l'Empire ottoman qui en fit pour un temps la capitale du Péloponnèse et l'un des grands centres commerciaux de la Grèce ottomane sous le nom de Mora Yenişehri.
En 1686, Francesco Morosini s'empara de la ville pour Venise au cours de la guerre de Morée et en expulsa les Turcs. Morosini fit entreprendre de grands travaux de fortifications, notamment sur le fort Palamède (où les travaux furent dirigés par les ingénieurs Lasalle et Levasseur). On construisit des églises catholiques mais aussi de nombreux entrepôts et bâtiments commerciaux, accentuant ainsi le rôle de pôle d'échanges de la ville de Napoli di Romania (le nom d'« Empire byzantin » proposé par Hieronymus Wolf en 1557 ne s'est imposé qu'au XVIIIe siècle).
Malgré ces travaux, la forteresse fut reconquise par les Turcs en 1715 après un siège de seulement huit jours qui fit 8 000 morts parmi les troupes ottomanes ; les habitants chrétiens furent massacrés ou réduits en esclavage. Peu après, les Turcs ayant besoin de main-d'œuvre, une partie de la région est repeuplée par des chrétiens d'origine albanaise venus d'Épire.

### Guerre d'indépendance grecque

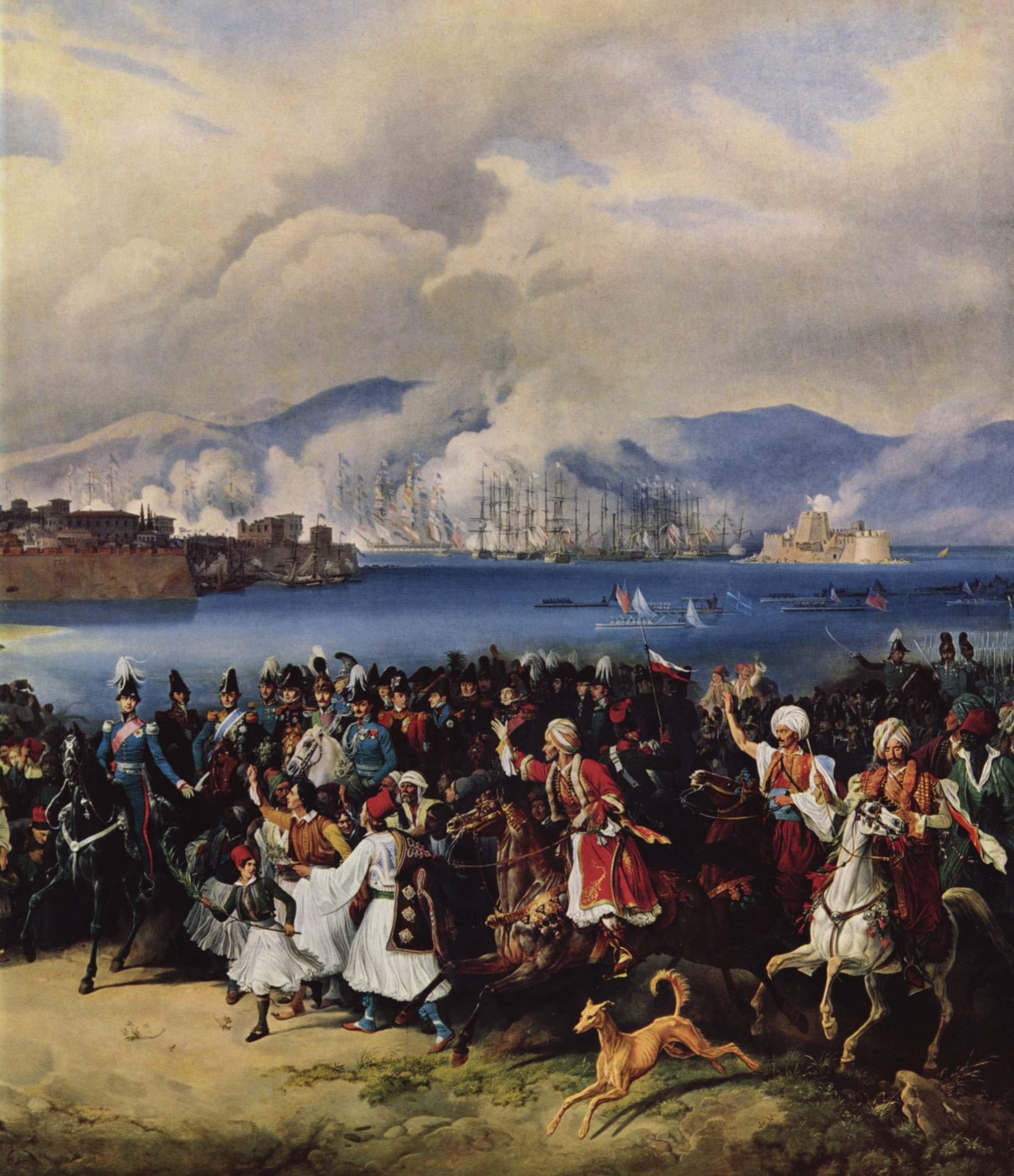
L'arrivée du roi Othon à Nauplie (Peter von Hess).

Pendant la guerre d'indépendance grecque, Nauplie fut l'un des objectifs des Grecs insurgés. Dès 1821, des navires commandés par Laskarína Bouboulína mirent la ville en état de blocus.
Le siège se prolongea plusieurs mois, émaillé de diverses péripéties (échec d'un assaut en décembre 1821, contre-offensive ottomane, bataille de Spetses) ; la garnison et la population turque finirent par succomber à la famine. Le 12 décembre 1822 (30 novembre julien), le chef de guerre Stáikos Staïkópoulos s'empara du fort Palamède, abandonné par sa garnison, avec 350 hommes. Les Ottomans capitulèrent alors, et furent évacués à la fin du mois, les portes de la ville, occupée par les troupes de Theódoros Kolokotrónis, n'étant ouvertes que le 4 janvier afin d'éviter le massacre de la population et le pillage du butin par les insurgés irréguliers, en fait brigands ralliés à la cause grecque. La ville ne fut plus jamais reconquise par les Turcs, mais assiégée au cours des guerres civiles puis menacée lors de la campagne d'Ibrahim pacha en 1825.
Le 7 janvier 1828, Ioánnis Kapodístrias arrive à Nauplie. La ville devint capitale l'année suivante (après l'île d'Égine). Kapodistrias réorganise la ville. Il fait construire le faubourg de Pronia. Le chef de l'État grec fut assassiné le 27 septembre 1831 sur les marches de l'église Saint-Spyridon.
En décembre 1832, alors que la ville était occupée par les troupes françaises, des échauffourées eurent lieu avec des combattants grecs de la guerre d'indépendance. Les Français dispersèrent leurs adversaires au canon et firent 300 morts. Les grandes puissances imposèrent alors le fils du roi de Bavière Louis Ier, Othon, comme souverain à la Grèce. L'assemblée nationale grecque (el), réunie à Pronia, accepta le nouveau souverain. Othon arriva en Grèce, à Nauplie, le 18 janvier 1833. Alors que la ville était encore capitale, on y jugea pour désobéissance le héros de la guerre d'indépendance Theódoros Kolokotrónis. Il fut condamné à mort. Le roi commua sa peine en emprisonnement : Kolokotrónis fut enfermé dans le fort Palamède.
À l'automne 1834, la capitale fut transférée à Athènes.
En février 1862, la garnison de Nauplie donna le signal de l'insurrection contre le roi Othon.

### Époque moderne
Nauplie connaît une forte expansion au XXe siècle, avec son extension à l'est et la création du nouveau quartier de Pronia au pied de la forteresse Palamède. Une partie des remparts fut détruite à la fin du XIXe siècle, puis à nouveau au début du XXe siècle. Au cours des années 1960 de nouvelles destructions touchèrent l'Acronauplie afin de permettre la construction d'un hôtel Xenia (en), abandonné depuis, à l'emplacement du Castello di Toro vénitien. Le processus de « bétonisation touristique » est alors stoppé et la porte principale de la ville est reconstruite à la fin du XXe siècle.

## Patrimoine architectural

### Forteresses
Nauplie de son passé vénitien et ottoman a conservé d'imposantes forteresses :
- L'îlot Bourdzi fut fortifié par les Vénitiens en 1471.
- La citadelle d'Acronauplie, occupée dès l'antiquité et prise successivement par les Francs en 1212, les ottomans en 1540, les Vénitiens en 1686.
- La forteresse Palamède construite par les Vénitiens de 1711 à 1714 domine la ville. Elle est prise en 1715 par les Turcs, puis par les Grecs menés par Stáikos Staïkópoulos en 1822. Elle sert alors jusqu'en 1970 de caserne et de prison.

### Vieille ville
La vieille ville de Nauplie entre le port au pied de la citadelle d'Acronauplie, est un quartier préservé de rues étroites et de maisons vénitiennes et d'anciennes mosquées ottomanes.

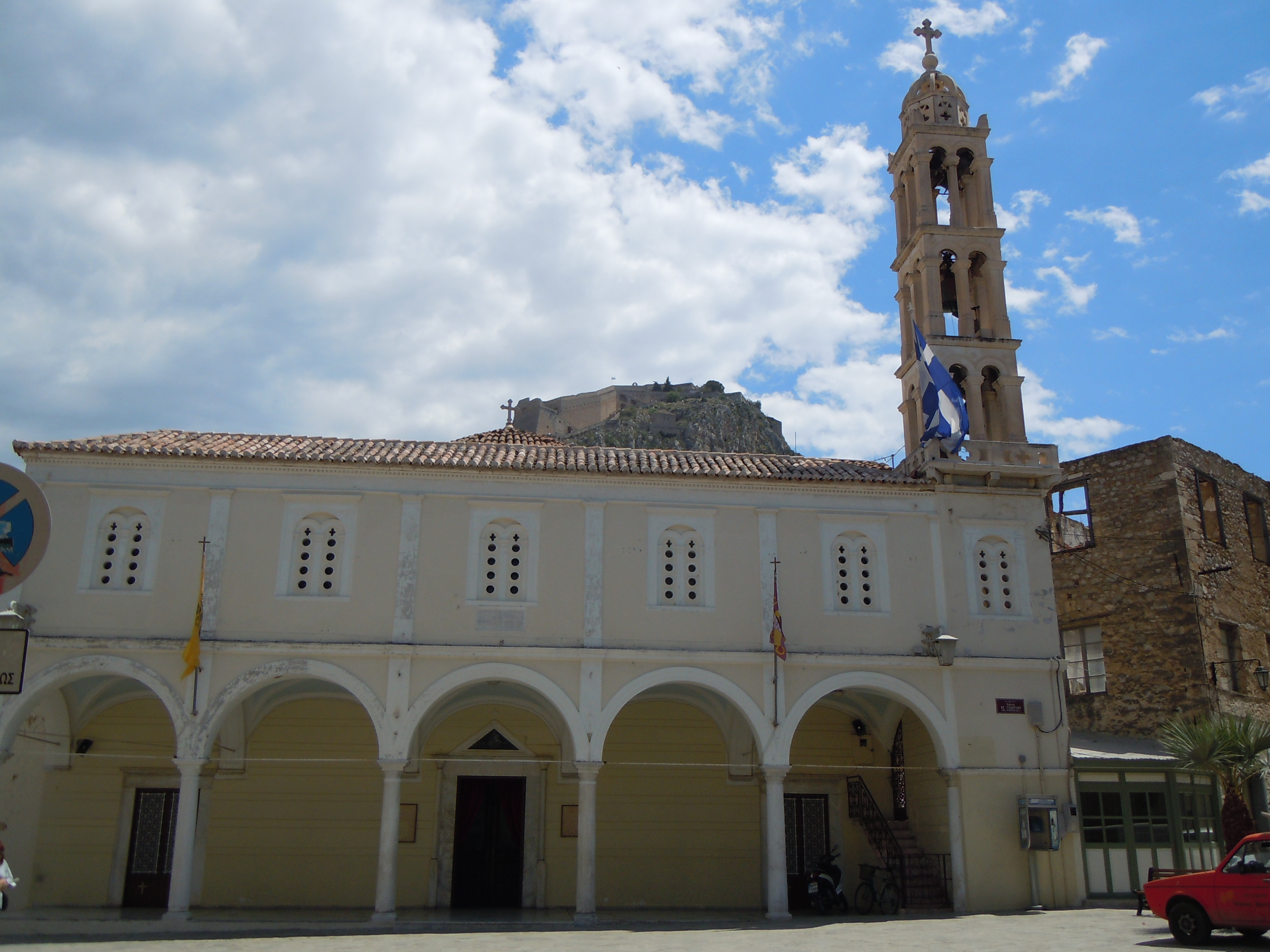
Cathédrale Saint-Georges.
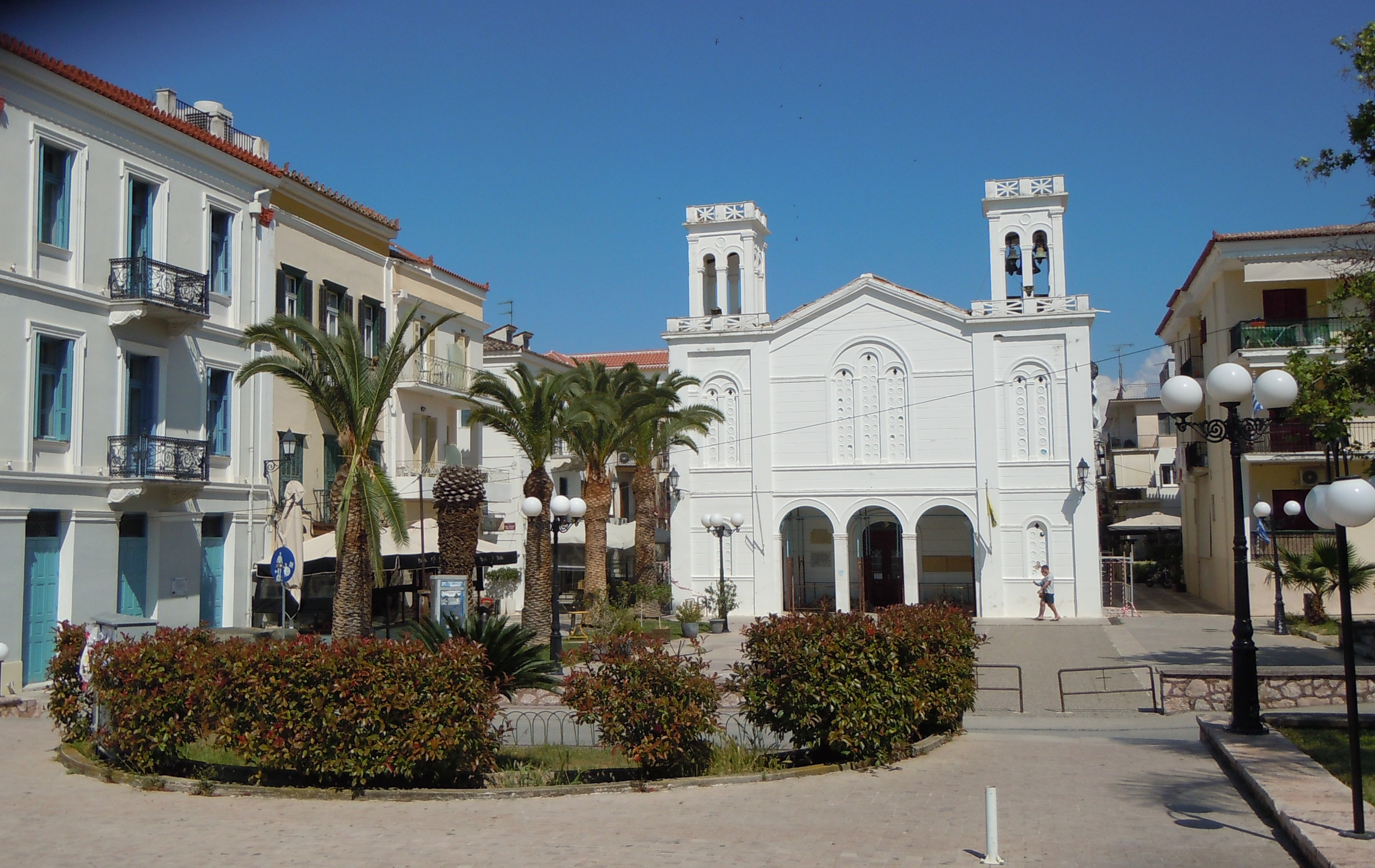
Église Saint-Nicolas.
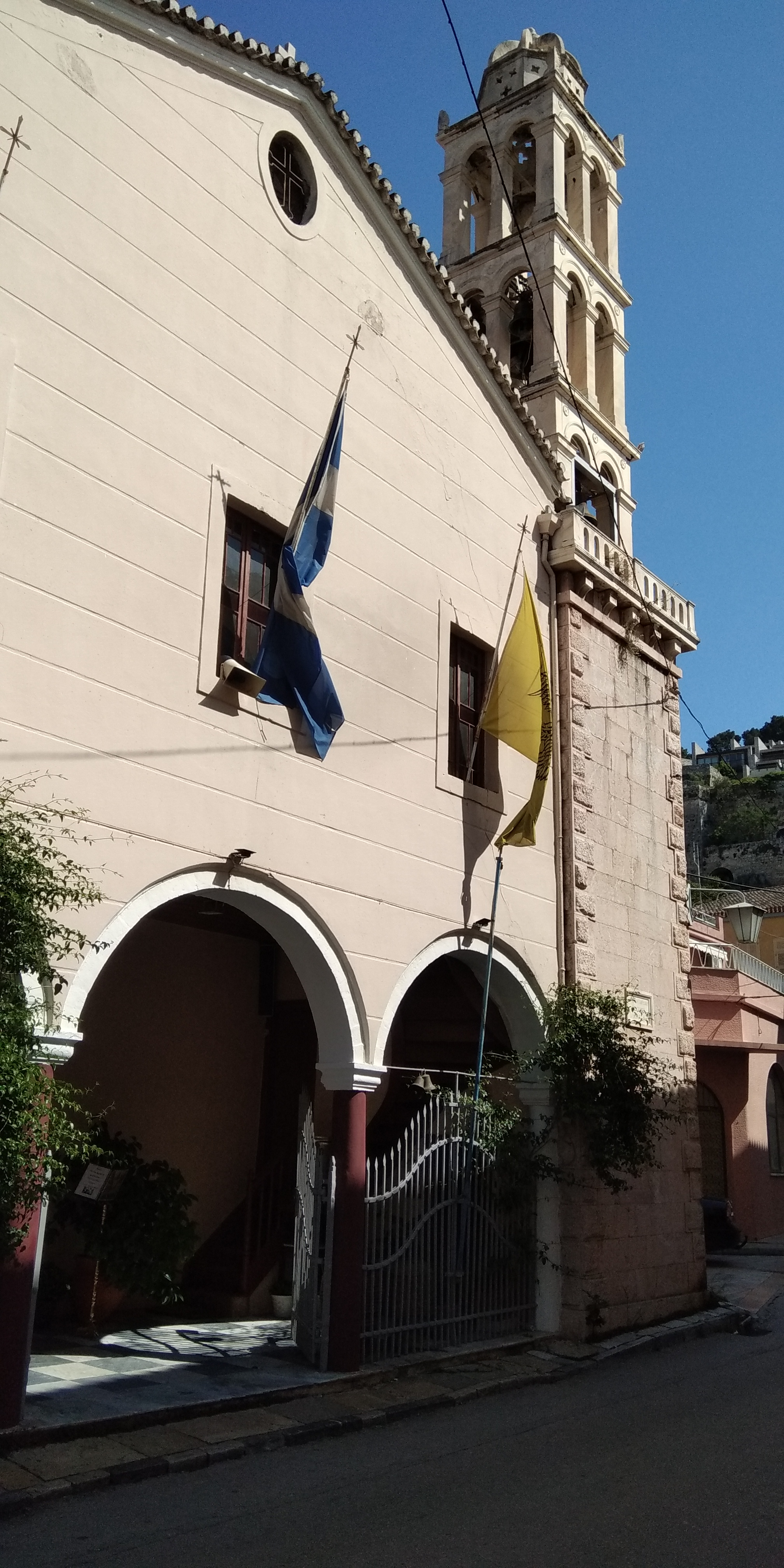
Église Notre-Dame.
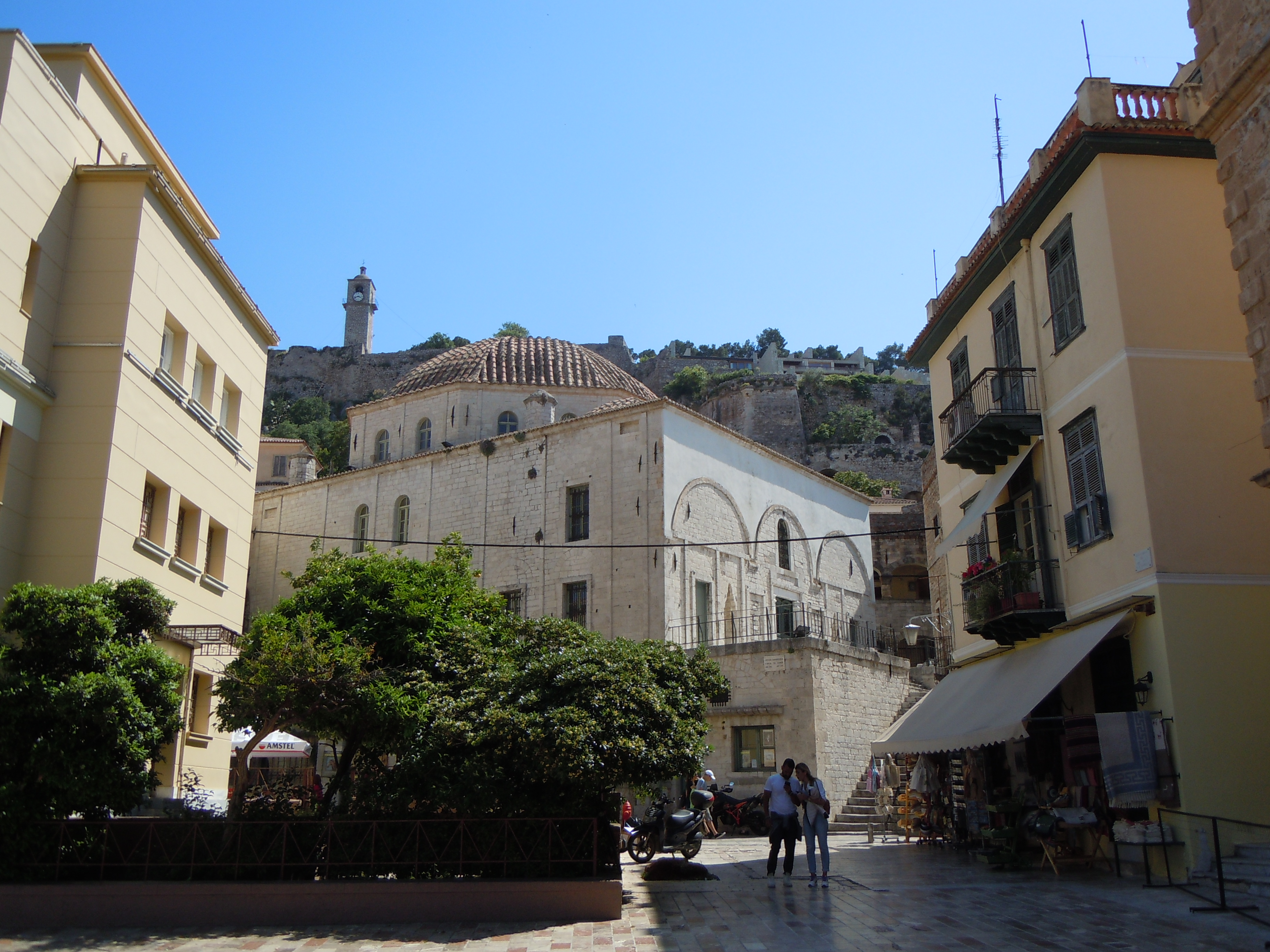
Ancienne mosquée Agha-Pacha.

## Musées
- Musée archéologique de Nauplie, dans l'ancien arsenal vénitien.

## Tourisme
La côte du golfe Argolique, compte de grandes plages autour de la ville de Nauplie, on peut citer les plages de Toló et de Karathóna.

## Jumelages
- Ottobrunn (Allemagne) depuis 1992
- Bourgas (Bulgarie) depuis 1984[14]
- Niles (Illinois) (États-Unis) depuis 1995[15]
- Ypsilanti (Michigan) (États-Unis) depuis 1997
- Menton (France) depuis 1996[16]
- Martignas-sur-Jalle (France) depuis 1987
- Royan (France)[17]
- Poti (Géorgie) depuis 1990[14]
- Cetinje (Monténégro) depuis 1995[18]
- Kronstadt (Russie)
- Balingen (Allemagne)
- Panketal (Allemagne)
- Erftstadt (Allemagne)